# Cylindrotoma subapterogyne
Cylindrotoma subapterogyne är en tvåvingeart som beskrevs av Alexander 1964. Cylindrotoma subapterogyne ingår i släktet Cylindrotoma och familjen mellanharkrankar. Inga underarter finns listade i Catalogue of Life.